# بول أونوبي
بول أونوبي (بالفرنسية: Paul Onobi)‏ لاعب كرة قدم نيجيري ، يجيد اللعب كلاعب وسط .

## روابط خارجية
- بول أونوبي على موقع قاعدة بيانات كرة القدم.إي يو (الإنجليزية)
- بول أونوبي على موقع ناشيونال فوتبول تيمز (الإنجليزية)
- بول أونوبي على موقع Soccerway.com (الإنجليزية)